# Secousse (revue)
Pour les articles homonymes, voir secousse.
 (août 2020).
Si vous disposez d'ouvrages ou d'articles de référence ou si vous connaissez des sites web de qualité traitant du thème abordé ici, merci de compléter l'article en donnant les références utiles à sa vérifiabilité et en les liant à la section « Notes et références ».
Secousse est une revue numérique de littérature, gratuite et en libre accès, créée en 2010, sous l'égide des éditions Obsidiane. La dernière livraison ordinaire (n° 23) a été publiée en novembre 2017. Depuis, elle a publié des numéros d'hommage a Franck Venaille (n°24) et à Petr Král (n°25).

## Présentation
Secousse publiait 3 numéros par an.
On trouve au sommaire de chaque numéro des rubriques de création (poésie, proses, essais) ; un ou deux extraits de textes déjà publiés, souvent anciens (Aux dépens de la Compagnie) ; une Carte Blanche aux auteurs, consacrée à un thème, littéraire ou non (comportant en particulier un entretien avec un auteur ou un spécialiste du thème) ; la contribution d'un photographe ; une "Guillotine" (texte d'humeur) et diverses rubriques critiques (arts, cinéma, théâtre, livres).
Secousse est consultable de plusieurs façons : chaque texte séparément [PDF] à partir du sommaire du numéro ou de l’index général ; ou la totalité d’un numéro (80 à 130 pages), en pdf ou par feuilletage (Calameo).  Tous les textes sont librement téléchargeables.
La revue est enrichie d'une Sonothèque permettant l'écoute et la lecture simultanées de certains des textes, en particulier de poèmes..
L'index comporte environ 400 auteurs (à l'automne 2017).
Le Comité Littéraire comportait une douzaine membres. Directeur de la publication : François Boddaert; Coordinateur :Gérard Cartier.
Responsables de rubriques : Christine Bonduelle (Poésie), Pascal Commère (Proses), Christian Doumet (Essais), Anne Segal (Entretiens & enregistrements), Jean-Claude Caër (Arts), Bruno Grégoire (Photographie), Karim Haouadeg (Théâtre), Catherine Soullard (Cinéma), Patrick Maury (Notes de lectures).

## Cartes Blanches
Thèmes et invités des Cartes Blanches :
n°1 (juin 2010) : Musique contemporaine - Philippe Hersant (compositeur)
n°2 (nov. 2010) : Les Rroms - Jean-Marie Kerwich
n°3 (mars 2011) : Campagnes - Jean-Loup Trassard
n°4 (juin 2011) : Oralité - Jacques Bonnaffé
n°5 (oct. 2011) : L'Histoire - Olivier Rolin
n°6 (mars 2012) : Mathématiques - Alain Connes
n°7 (juin 2012) : La langue du théâtre - Jean-Claude Carrière
n°8 (nov. 2012) : Folie, écriture - Jean-Louis Giovannoni
n°9 (mars 2013) : Récit de l’intime - François Bon
n°10 (juin 2013) : Histoire(s) - Jean-Marie Blas de Roblès
n°11 (nov. 2013) : Ciné-fiction - Benoît Jacquot
n°12 (mars 2014) : Science-fiction ! - Serge Lehman
n°13 (juin 2014) : La mouche ! - Jean-Marc Drouin
n°14 (nov. 2014) : La mode - Farid Chenoune
n°15 (mars 2015) : Le sens en poésie - Antoine Emaz
n°16 (juin 2015) : La fiction et le réel(enquête) - Marie Darrieussecq
n°17 (nov. 2015) : La guerre d'Algérie - Hubert Haddad
n°18 (mars 2016) : Défense et illustration de la langue française - Alain Borer
n°19 (juin 2016) : Le désert - Gilles Ramstein
n°20 (nov. 2016) : L'ordinateur et la littérature - Jean-Pierre Balpe
n°21 (mars 2017) : Traduire - Jean-Michel Ribes
n°22 (juin 2017) : L'hôpital, etc. - Maylis de Kerangal
n°23 (nov. 2017) : La poésie est-elle réactionnaire ? (enquête) - Michel Deguy

## Hors séries
Trois numéros hors-série consacrés à des poètes ont aussi été publiés :
HS (janvier 2013) : Bernard Vargaftig
HS (avril 2016) : i.m. Claude Esteban
n°24 (septembre 2019) : Pour Franck Venaille
n°25 (juin 2021) : Quoi ? Petr Král
n°26 (juin 2023) : Le style est-il de droite ? (enquête)